# Phare de Charleston
Le phare de Charleston (en anglais : Charleston Light) est un phare américain situé dans l'île de Sullivan, dans le comté de Charleston, en Caroline du Sud.
Il est protégé au sein du Fort Sumter and Fort Moultrie National Historical Park.

## Historique
Sa construction a commencé en 1960, et il est entré en fonctionnement le 15 juin 1962.Il a été construit pour remplacer l'ancien phare de Morris Island sur Morris Island qui risquait d'être détruit par l'érosion, mais il est resté debout et s'est stabilisé en 2010. À l'origine, il était peint en blanc et en rouge-orange, mais a ensuite été repeint en blanc et en noir après que des citoyens se soient plaints de la couleur gênante de la moitié supérieure. C'est le seul phare américain doté d'un ascenseur et de la climatisation. Il s'agit du dernier phare habité à terre construit par le gouvernement fédéral.
Il est équipé d'une balise aérienne DCB-24. Elle comptait, à l'origine, 28 millions de candelas  et était le deuxième plus puissant phare de l'hémisphère occidental. La lumière étant trop éblouissante, la puissance a été réduite à 1,2 million de candelas et était toujours visible sur une distance de 26 milles marins (environ 48 km). La lumière a été automatisée en 1975.

## Caractéristiques dufeu maritime
Fréquence : 20 secondes (W)
- Lumière : 0.2 seconde
- Obscurité : 4.8 secondes
- Lumière : 0.2 seconde
- Obscurité : 14.8 secondes

Identifiant : ARLHS : USA-835 ; USCG : 3-0195 ; Admiralty : J2646.

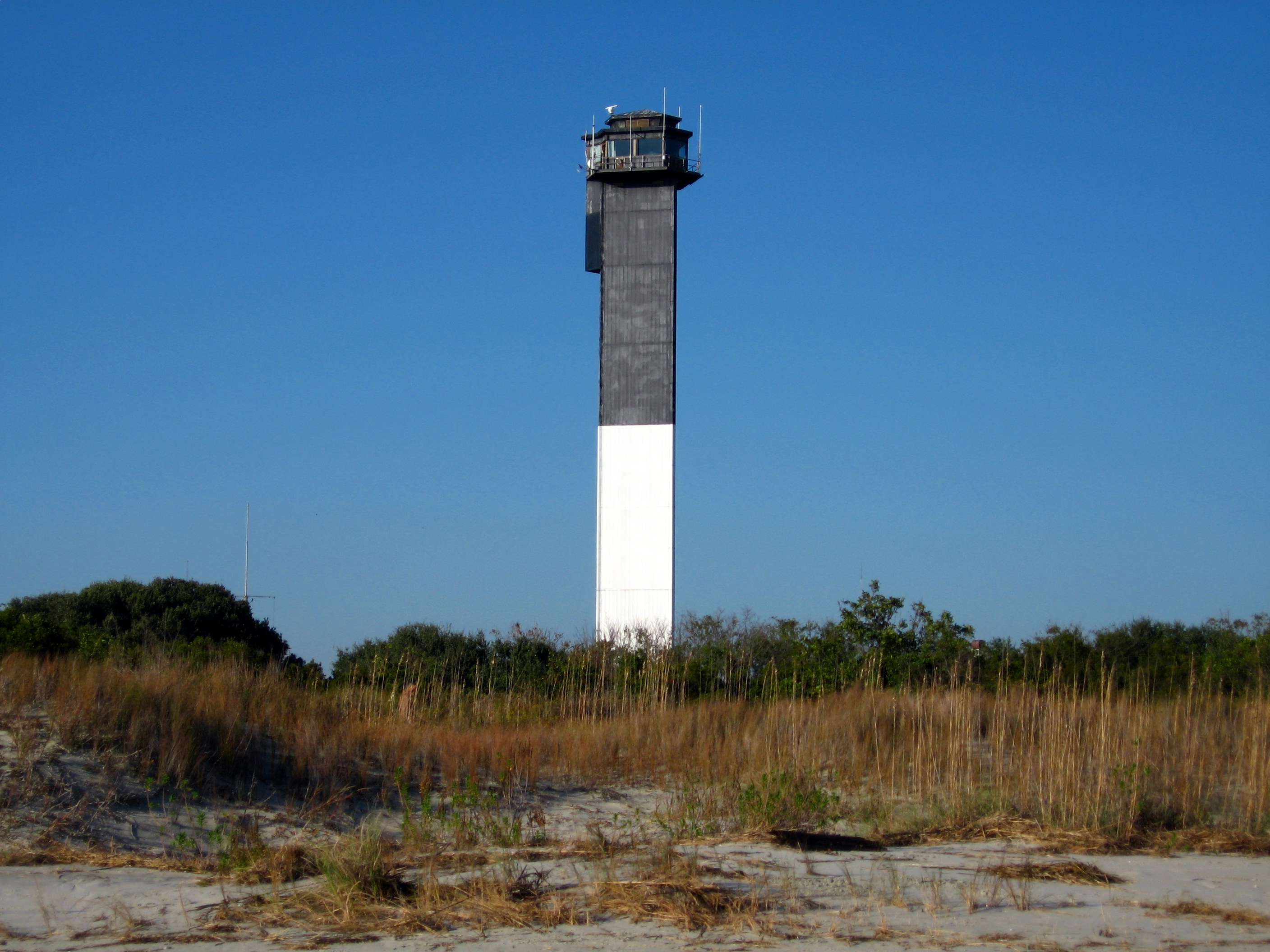
Le phare
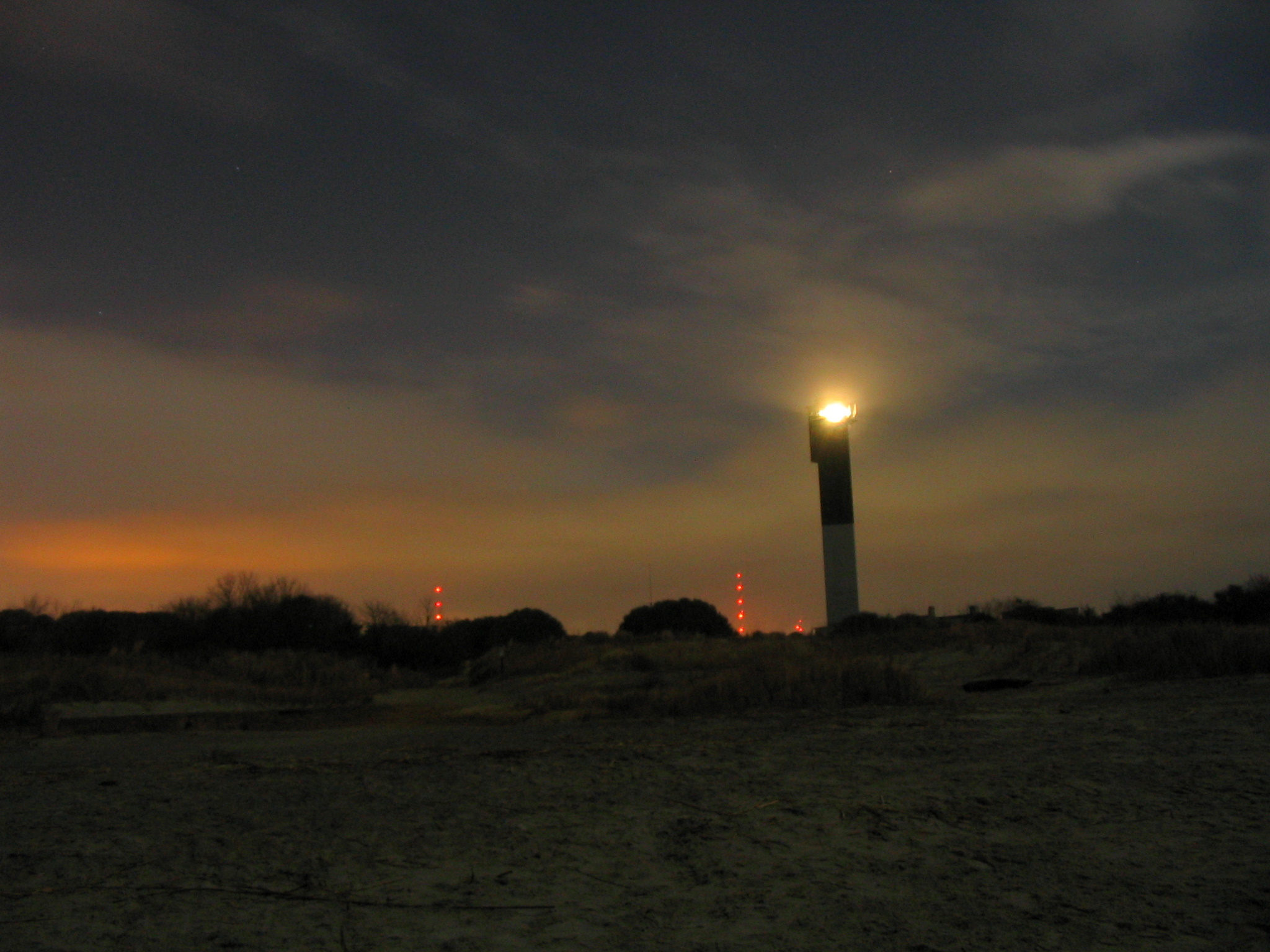
Le phare (la nuit)